# Правило Ампера
Пра́вило Ампе́ра  — правило про залежність між напрямом електричного струму і напрямом ліній магнітного поля, яке створюється цим струмом.
Правило Ампера стверджує: спостерігач, розмістившись обличчям до провідника електричного струму так, щоб струм був спрямований від ніг до голови, бачить лінії магнітного поля спрямованими зліва направо.
Правило Ампера встановив у 1820 Ампер Андре Марі.